# Return to the origin
Return To The Origin is het eerste muziekalbum van de Nederlandse synthesizermusici Gert Emmens en Ruud Heij. Het album is uitgebracht op 14 maart 2004 op het platenlabel van Groove Unlimited.
Het album bevat hoofdzakelijk klanken in het genre Berlijnse School voor elektronische muziek, en er wordt uitsluitend gebruikgemaakt van sequencers en synthesizers. Op een nummer na, zijn alle tracks gemiddeld 15 minuten in lengte.

## Musici
- Gert Emmens: Arp Pro Soloist, Elka Rhapsody 610, Elka Solist 505, Minimoog, Polymoog, Moog Sonic 6, Roland M-VS1, Yamaha AN1x, Yamaha SY85, Hohner String Melody II.
- Ruud Heij: Arp Odyssey, Arp Sequencer, Arrick Modular System, Doepfer MAQ 16/3, EMS Synthi A, Moog 55 modular system, Minimoog, Clavia Nord Modular, Yamaha A4000, Yamaha S30, Korg Wavestation EX.

## Tracklist
| 1.                   | Vortex               | 17:36 |
| 2.                   | Return To The Origin | 14:13 |
| 3.                   | Solaris              | 8:34  |
| 4.                   | Life In Motion       | 18:06 |
| 5.                   | So Long              | 12:09 |
| Totale duur: 1:10:38 |                      |       |

## Medewerkers
- Gert Emmens, Ruud Heij – synthesizers, sequencers, elektronische instrumenten
- Ron Boots - mastering
- Pablo Magne - artwork